# خشخاش قنابي
الخشخاش القنابي أو الخشخاش الإيراني هو نوع نباتي ينتمي إلى جنس الخشخاش من الفصيلة الخشخاشية.

## الوصف النباتي
النبات معمر. الأزهار حمراء غامقة تنمو على سويقات يصل ارتفاعها إلى أكثر من متر. توجد بقعة سوداء عند قاعدة البتلات. يحتوي النبات على تراكيز خفيفة من المورفين مقارنة بالخشخاش المنوم.